# 囊花鸢尾
囊花鸢尾（学名：Iris ventricosa）是鸢尾科鸢尾属的植物。分布在俄罗斯、蒙古以及中国大陆的河北、辽宁、吉林、黑龙江、内蒙古等地，生长于海拔50米至1,000米的地区，常生于固定砂丘及砂质草甸，目前尚未由人工引种栽培。

## 别名
巨苞鸢尾（中国植物学杂志）